# Labancowie

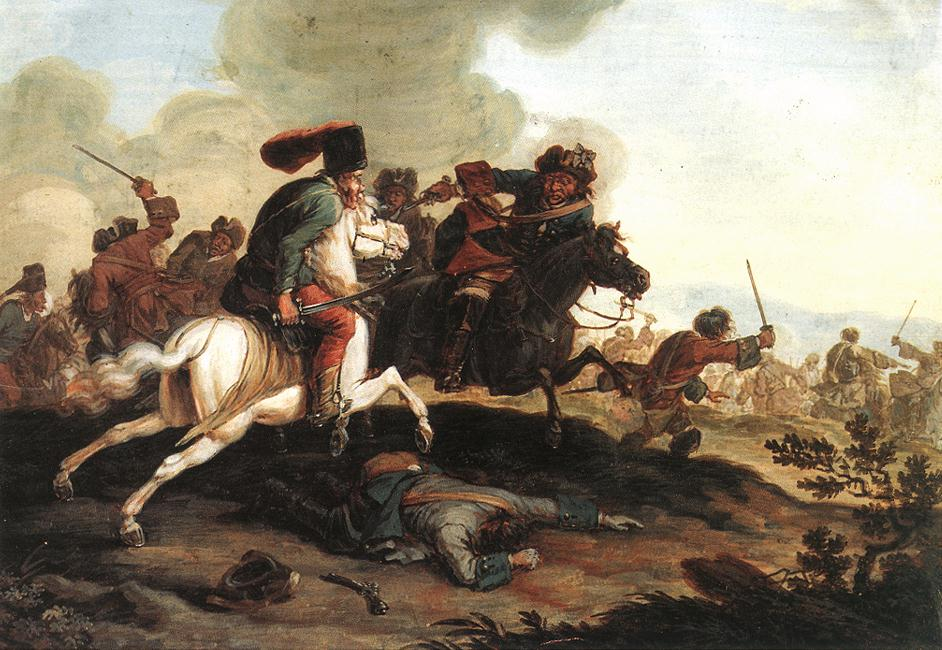
Labaniec w pojedynku z kurucem na obrazie Georga Philippa Rugendasa

Labancowie, łabańcy (węg. labancok) – określenie zwolenników dworu austriackiego oraz węgierskich żołnierzy wiernych cesarzowi w XVI–XVIII wieku, stosowane głównie w czasie powstania Thökölyego (1672−1685) i powstania Rakoczego (1703–1711). Przeciwieństwem labanców byli kurucowie.
Jest kilka hipotez co do etymologii słowa labanc:
- może pochodzić od słów lobonc, loboncos, które było określeniem dużej peruki na dworze austriackim,
- może pochodzić też od słowa lafanc, które oznacza flejtucha, ślamazarę, obszarpańca,
- pochodzenia dopatruje się też w słowie lobbancs, które można przetłumaczyć jako zapalny, gorączkowy.